# Oksana Puixkina
Oksana Viktorovna Pushkina o Oksana Puixkina (en rus: Оксана Викторовна Пушкина), nascuda el 10 de maig de 1963 a Petrozavodsk, és una presentadora de televisió, política i figura pública russa Des del 2016 és membre de la Duma de la Federació Russa. Anteriorment va ser activista pels drets dels infants de l'òblast de Moscou i va ser autora, presentadora i presentadora de l'espectacle “Regard de femme” (rus: "Женский взгляд") entre els anys 1999 i 2013.

## Biografia
Oksana Viktorovna Pushkina va néixer el 10 de maig de 1963 a Petrozavodsk. La seva mare, Svetlana Andreevna, era periodista de televisió i el seu pare, Viktor Vasilyevich Pushkin, entrenador de la selecció russa d'atletisme.

### Carrera televisiva
L'any 1979 va obtenir un diploma en gimnàstica rítmica i va acabar l'any següent l'escola d'educació general i música. El 1985 es va graduar a la Facultat de Periodisme de la Universitat Estatal de Leningrad. Després va treballar des de l'any 1985 fins al 1991 al consell editorial juvenil de Leningrad TV-5.
Al període 1990-1992 va produir els programes mensuals Madame Succès 1 («Госпожа Удача») i The man of results ("Человек результата"). El 1993 va marxar a fer pràctiques a San Francisco, on va treballar com a corresponsal i coordinadora a ABC. Després d'estudiar gestió i màrqueting televisiu, va tornar a Rússia el 1997.
El setembre de 1997 va presentar, en una edició especial del programa Regard ("Взгляд"), la seva primera emissió després del seu retorn a Rússia: El retorn d'Irina Rodninà ("Возвращение Ирины Родниной").
El desembre de 1997 va ser l'autora del projecte televisiu Stories of Women of Oksana Pushkin ("Женские истории Оксаны Пушкиной"), presentat al canal ORT (actual Channel One Russia). El setembre de 1999, Oksana Pushkina va deixar aquest canal.
Un mes més tard, es va unir a la televisió nacional de televisió (Rússia), on va presentar Oksana Pushkin's Woman's Eye1 ("Женский взгляд Оксаны Пушкиной"). ORT llança al mateix temps el programa "Històries de dones amb Tatiana Pushkina", la presentadora similar de la qual s'assembla a ella. Oksana Pushkina va presentar el seu programa setmanal del 27 d'octubre de 1999 a l'1 de febrer de 2013.
El 2006, va participar en el programa del Channel One Stars on the ice" amb Alex Yagudin.
El febrer de 2013, va deixar la NTV i va tornar al Channel One on va organitzar el programa I demand divorce ("Я подаю на развод")
L'espectacle es va emetre els dies feiners de març a agost de 2013 i després es va suprimir per motius inexplicables.
El 2016, Oksana Pushkina va tornar a la NTV on va organitzar el programa Mirror for Heroes ("Зеркало для героя") Va descriure el seu retorn en l'esdeveniment principal del 8 de març. Aquest espectacle va durar del 8 de març al 7 de juliol de 2016.

### Defensora dels drets dels infants
El 18 de juny de 2015, Oksana Pushkina va ser nomenada per la Duma de Moscou, a proposta del governador, Andrey Vorobyov, com a delegada dels drets dels nens de l'oblast de Moscou. En aquests rols, va ajudar a crear allotjament per a nens criats en orfenats, i va proposar la creació d'un centre de crisi que acollís mares en condicions d'emergència i per als nens víctimes de violència domèstica.

### Membre de la Duma
Va abandonar la seva feina el 29 de setembre de 2016 després d'haver estat elegida membre de la Duma Estatal de l'Assemblea Federal de la Federació Russa. Va ser candidata a les eleccions parlamentàries russes del 2016 a la llista Rússia Unida al districte d'Odintsovo (Óblast de Moscou) i va ser elegida membre del Parlament.
És vicepresidenta del Comitè de Família, Dona i Infància.
Oksana Pushkina va ser l'única parlamentària que va fer costat públicament als periodistes que van acusar Leonid Slutsky, membre del Comitè d'Afers Exteriors de la Duma, d'assetjament sexual. Llavors va lamentar el buit legal sobre l'assetjament que existia a la legislació russa. i va afirmar: "Aquest problema és una realitat al nostre país. Ha de ser regulat per la legislació i faré tot el que estigui al meu abast al respecte".
Oksana Pushkina ha condemnat generalment les desigualtats professionals entre dones i homes a Rússia. i va defensar un projecte de llei per combatre la discriminació contra les dones que no s'ha inclòs a l'agenda del parlament. També va ser l'autora d'un projecte de llei sobre el part sota X, i un altre sobre l'obligació dels pares de tenir cura de nens VIH positius, justificats per la denegació d'atenció a les famílies tradicionalistes.

## Activitats socials
Oksana Pushkina és membre del patronat de la Fundació SPID, que té com a objectiu prevenir i combatre la sida.

## Programes de televisió
- Ms. Success («Госпожа Удача») (1992-1993)
- The man of the results («Человек результата») (1992-1993)
- Stories of women of Oksana Pushkina («Женские истории Оксаны Пушкиной») (1997-1999) - ORT
- Woman's look(«Женский взгляд»)(1999-2013) - NTV
- I am asking for a divorce («Я подаю на развод») - Channel one
- Irina Rodninà. A woman of character («Ирина Роднина. Женщина с характером») (2014) - documentary (author and director), Channel One
- Mirror for heroes («Зеркало для героя») (2016) - NTV.

## Premis i reconeixements
- Order of Friendship (27 de juny de 2007), per la seva gran contribució al desenvolupament de la televisió nacional i els seus molts anys de fructífera feina.[24]
- Premi nacional de reconeixement públic per a la consecució de les dones de l'Acadèmia Russa de Comerç i Emprenedoria (2004).[25]
- Puixkina va ser nomenada per la British Broadcasting Corporation (BBC) com una de les 100 Dones de l'any, una llista de 100 dones inspiradores i influents de tot el món, de l'any 2020.[26]